# Schopfloch (Bade-Wurtemberg)
Pour les articles homonymes, voir Schopfloch.
Schopfloch est une commune d'Allemagne, située dans l'arrondissement de Freudenstadt et le Land de Bade-Wurtemberg.

## Géographie
Schopfloch est située entre les villes de Horb am Neckar et Freudenstadt, à 13 km de cette dernière.

## Administration
Le 1er juillet 1974, les localités d'Oberiflingen et d'Unteriflingen ont été intégrées à la commune.

### Communauté d'administration
La communauté d'administration Dornstetten est composée de la ville de Dornstetten et des communes de Glatten, Schopfloch et Waldachtal.

## Économie
Une importante société de l'industrie du bois, Homag Holzbearbeitungssysteme AG est installée à Schopfloch et y emploie 1400 personnes. Elle est un des acteurs majeurs de l'emploi dans l'arrondissement.

## Transports
La commune est desservie par la ligne de chemin de fer Eutingen-Freudenstadt.